# Euclemensia woodiella
Euclemensia woodiella is een vlinder uit de familie prachtmotten (Cosmopterigidae). De wetenschappelijke naam is voor het eerst geldig gepubliceerd in 1830 door Curtis.

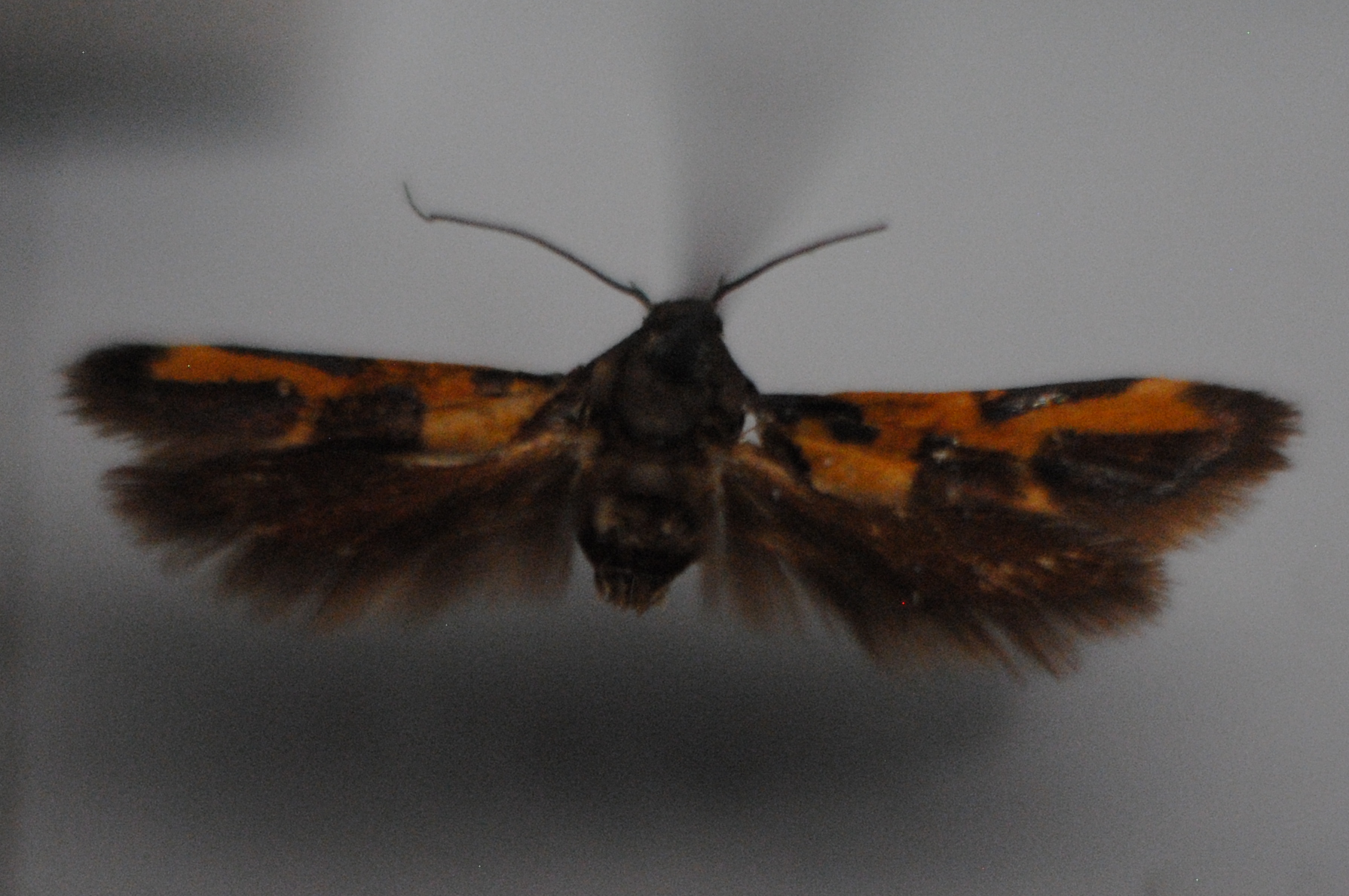

De soort komt voor in Europa.